# O'Death

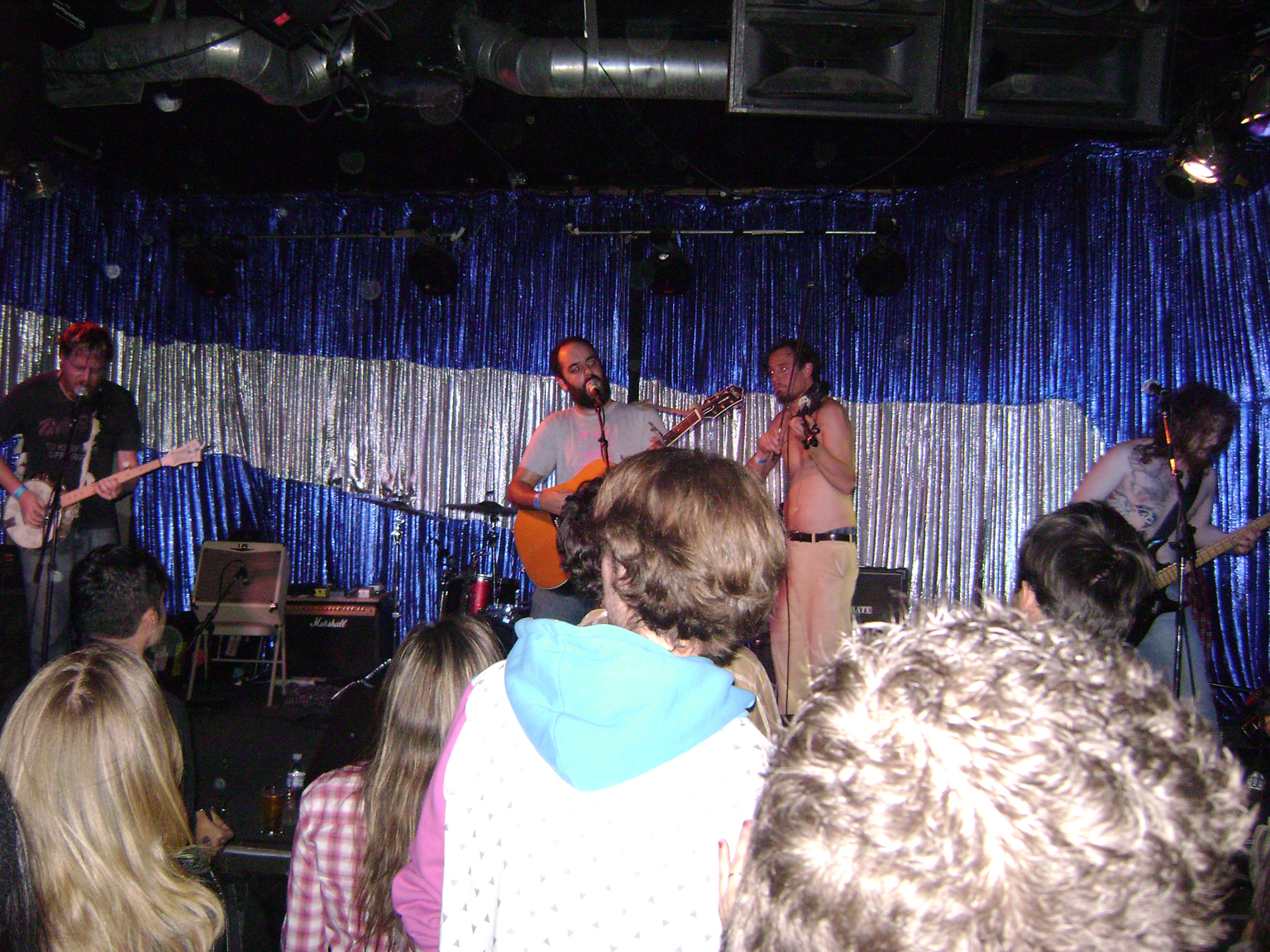
O'Death live in Los Angeles in 2008.

O'Death is een Amerikaanse altcountry-band die is opgericht in 2003. De band combineert elementen van onder andere folk, punk, bluegrass, metal en americana in haar muziekstijl.

## Bandleden
- Greg Jamie (zang, gitaar)
- Gabe Darling op (achtergrondzang, ukelele, gitaar, banjo, piano)
- Davd Rb (drums)
- Bob Pycior (gitaar, piano, viool)
- Newman (basgitaar
- Dan Sager (trombone, keyboard, eufonium)

## Discografie

### Albums
- Carl Nemelka Family Photographs (zelf uitgebracht, 2004)
- Head Home (zelf uitgebracht, 2006)
- Head Home (Ernest Jenning Record Co., US, 2007)
- Head Home (City Slang, Europa, 2007)
- Head Home, limited edition vinyl (City Slang/Ernest Jenning Record Co., 2007)
- Broken Hymns, Limbs and Skin (City Slang, Europe, 2008)
- Broken Hymns, Limbs and Skin (Kemado Records, US, 2008)

### Ep's en singles
- “Low Tide”/“I Think I’m Fine”/“Nimrod’s Son” 7" (Ernest Jenning Record Co., 2007)
- “Spider Home”/“Silk Hole” 7" (Gigantic Music, 2008)
- “Underwater Nightmare” 7" (Kemado Records, 2009)

### Videografie
| Year | Title          | Director(s)      |
| ---- | -------------- | ---------------- |
| 2007 | "Down to Rest" | Jonathan Phelps  |
| 2008 | "Low Tide"     | Benjamin Zeitlin |